# Mägenwil
Mägenwil (toponimo tedesco) è un comune svizzero di 2 118 abitanti del Canton Argovia, nel distretto di Baden.

## Società

### Evoluzione demografica
L'evoluzione demografica è riportata nella seguente tabella:
Abitanti censiti

## Infrastrutture e trasporti

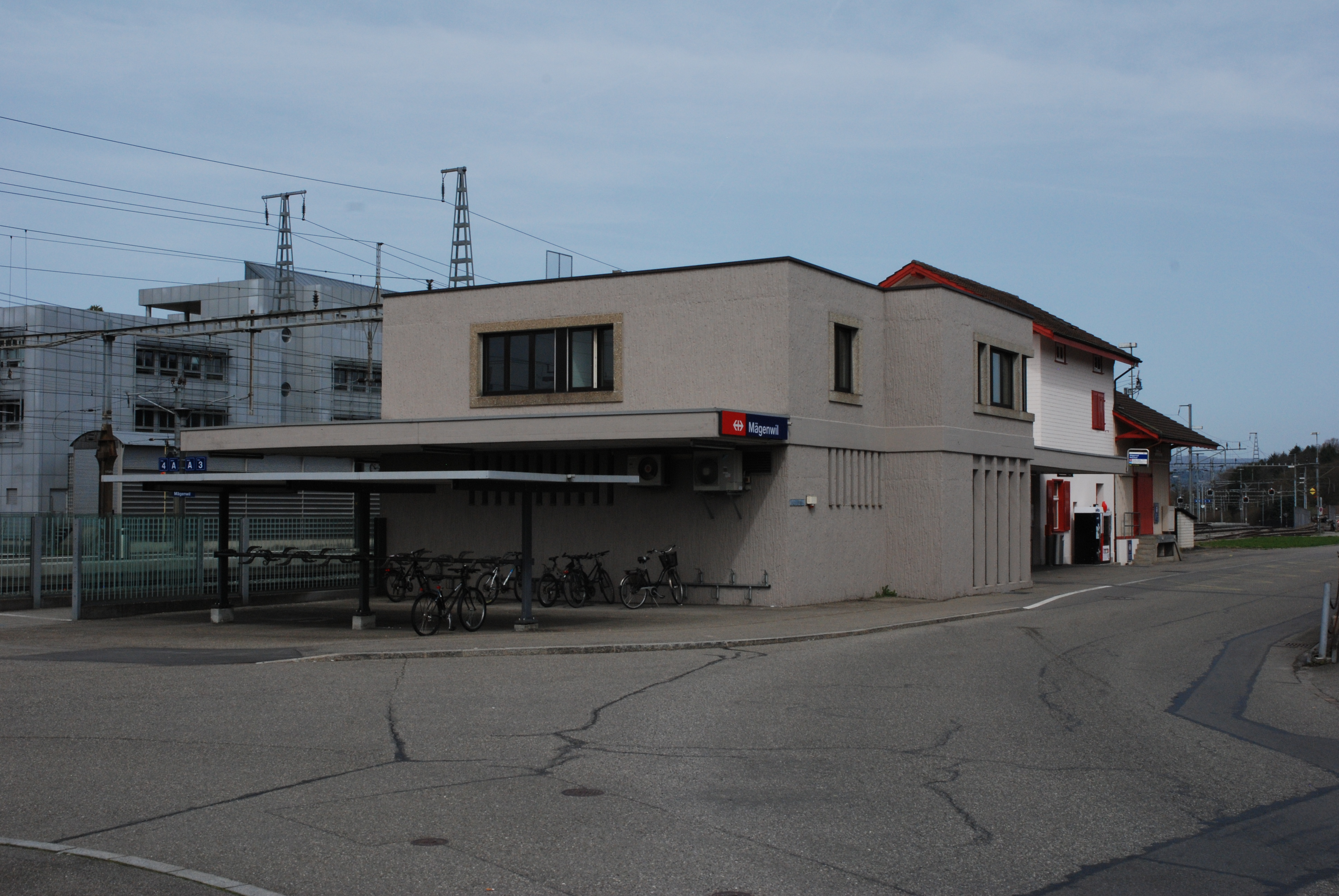
La stazione di Mägenwil

Mägenwil è servito dall'omonima stazione sulle linee Zurigo-Olten e Zofingen-Wettingen.

## Amministrazione
Ogni famiglia originaria del luogo fa parte del cosiddetto comune patriziale e ha la responsabilità della manutenzione di ogni bene ricadente all'interno dei confini del comune.